# U.S. Bancorp
U.S. Bancorp — американская финансовая холдинговая компания, базирующаяся в Миннеаполисе, штат Миннесота, основной структурой холдинга является U.S. Bank, 5-й по размеру активов коммерческий банк США. Предоставляет банковские, инвестиционные, ипотечные, доверительные и платежные услуги для физических лиц, предприятий, правительственных организаций и других финансовых учреждений.

## История
U.S. Bancorp (Банковская корпорация Соединённых штатов) образовалась в результате слияния ряда банков из трёх регионов США.
Название унаследовано от банка с западного побережья United States National Bank of Portland, открытого в 1891 году в Портленде (Орегон); в 1969 году на основе этого банка была создана холдинговая компания U.S. Bancorp of Oregon, включившая в себя несколько небольших банков Орегона. В последующие годы холдинг расширил свою деятельность на соседние штаты (Вашингтон, Калифорния, Айдахо и Юта).
История второй составляющей корпорации восходит к Первому национальному банку Миннеаполиса (First National Bank of Minneapolis), основанному в 1864 году в штате Миннесота. В 1929 году этот банк вместе с другим банком штата создали холдинговую компанию First Bank Stock Corporation (создание холдинговых компаний позволяло обходить ограничения на рост банков). В 1997 году First Bank купил U.S. Bancorp of Oregon за $9 млрд. Название объединённой корпорации было изменено на U.S. Bancorp, хотя штаб-квартира осталась в Миннеаполисе; возглавил корпорацию Джон Грундхофер (John F. Grundhofer), до этого возглавлявший First Bank.
Наиболее крупная составляющая корпорации прослеживает свою историю до Farmer’s and Millers Bank (Банка фермеров и мельников), начавшего работу в 1853 году в Милуоки (это второй старейший из ныне действующих банков США). Более значимый банк, First Wisconsin National Bank (Первый национальный банк Висконсина) был основан в 1919 году. Эти и многие другие банки были поглощены Первым национальным банком Цинциннати, основанным в 1863 году и менявшим своё название сначала на Star Banc Corporation, а в 1998 году на Firstar Corporation; главой корпорации из Цинциннати был Джерри Грундхофер, старший брат главы U.S. Bancorp. В октябре 2000 году было заключено соглашение о приобретении корпорацией Firstar корпорации U.S. Bancorp за $21 млрд. В результате получился шестой крупнейший банк США, старший из Грундхоферов занял пост председателя правления, а младший — главного исполнительного директора.
14 ноября 2008 года U.S. Bancorp получил $6,6 млрд от казначейства США в рамках акта о чрезвычайной экономической стабилизации. Уже 17 июня 2009 года U.S. Bancorp первым из банков вернул полученные от Казначейства средства.
20 октября 2009 года U.S. Bancorp завершила сделку по покупке девяти дочерних банков обанкротившейся FBOP Corporation: BankUSA, National Association (Аризона), California National Bank, Citizens National Bank (Техас), Community Bank of Lemont (Иллинойс), Madisonville State Bank (Техас), North Houston Bank (Техас), Pacific National Bank (Калифорния), Park National Bank (Иллинойс), San Diego National Bank (Калифорния). US Bancorp впоследствии продала три банка в Техасе в 2010 году Prosperity Bancshares.
В феврале 2018 года U.S. Bancorp была оштрафована Министерством юстиции США на $613 млн за несоблюдение законодательства против отмывания денег.

## Руководство
Главой корпорации является Эндрю Сесер (Andrew Cecere, род. в 1960 году), с января 2016 года он является президентом, с апреля 2017 года — главным исполнительным директором, с апреля 2018 года — председателем совета директоров; ранее занимал посты вице-председателя и главного финансового директора начиная со слияния в 2001 году, до этого, с 2000 года работал в U.S. Bancorp в Миннесоте.

## Деятельность
Основными подразделениями корпорации являются:
- корпоративный и коммерческий банкинг (Corporate and Commercial Banking) — обслуживание крупных и средних компаний, включая кредитование, лизинг, казначейские услуги, осуществление международных транзакций, операции на финансовых рынках; выручка — $3,74 млрд, чистая прибыль — $1,54 млрд, активы — $106,7 млрд;
- розничный банкинг (Consumer and Business Banking) — банковские услуги частным лицам и малому бизнесу, оказываемые через сеть отделений и банкоматов; выручка — $8,65 млрд, чистая прибыль — $2,27 млрд, активы — $158,9 млрд;
- управление активами и инвестиционные услуги (Wealth Management and Investment Services) — частный банкинг (управление крупными частными капиталами), финансовые консультации, посреднические услуги, управление фондами, хранение ценностей, страхование (эти услуги предоставляются как в США, так и в других странах); выручка — $2,96 млрд, чистая прибыль — $0,89 млрд, активы — $13,3 млрд;
- платёжные услуги (Payment Services) — обслуживание различных видов банковских карт; выручка — $6,2 млрд, чистая прибыль — $1,52 млрд, активы — $39,7 млрд;
- казначейские услуги и корпоративная поддержка (Treasury and Corporate Support) — подразделение включает инвестиционное портфолио корпорации и различные проекты, не входящие в основные подразделения; выручка — $1,44 млрд, чистая прибыль — $0,69 млрд, активы — $157 млрд[10].

Основную часть активов составляют выданные кредиты — в 2019 году из $495 млрд активов на кредиты пришлось $296 млрд, в том числе коммерческие кредиты $104 млрд, $71 млрд ипотечные кредиты, $40 млрд кредиты на коммерческую недвижимость; стоимость инвестиционного портфолио на конец года оценивалась в $123 млрд, наличные и балансы в банках составили $22 млрд. Размер депозитных вкладов в банк составлял $362 млрд. Основной статьёй выручки является чистый процентный доход, $13 млрд из $23 млрд в 2019 году ($17,5 млрд процентный доход, $4,5 млрд процентный расход); из непроцентных статей дохода более миллиарда долларов принесли плата за управление трастовыми и инвестиционными фондами, обработка торговых платежей и обслуживание банковских карт.
|                     | 2002  | 2003  | 2004  | 2005  | 2006  | 2007  | 2008  | 2009  | 2010  | 2011  | 2012  | 2013  | 2014  | 2015  | 2016  | 2017  | 2018  | 2019  | 2020  |
| ------------------- | ----- | ----- | ----- | ----- | ----- | ----- | ----- | ----- | ----- | ----- | ----- | ----- | ----- | ----- | ----- | ----- | ----- | ----- | ----- |
| Выручка             | 12,06 | 12,53 | 12,66 | 13,24 | 13,74 | 14,06 | 14,68 | 16,67 | 18,15 | 19,11 | 20,29 | 19,60 | 20,16 | 20,18 | 21,16 | 21,90 | 22,64 | 22,99 | 23,33 |
| Чистая прибыль      | 3,168 | 3,733 | 4,167 | 4,539 | 4,808 | 4,403 | 3,012 | 2,237 | 3,265 | 4,788 | 5,490 | 5,732 | 5,908 | 5,933 | 5,944 | 6,253 | 7,124 | 6,946 | 4,985 |
| Активы              | 180,0 | 189,5 | 195,1 | 209,5 | 219,2 | 237,6 | 265,9 | 281,2 | 307,8 | 340,1 | 353,9 | 364,0 | 402,5 | 421,9 | 446,0 | 462,0 | 467,4 | 495,4 | 553,9 |
| Собственный капитал | 18,44 | 19,24 | 19,54 | 20,09 | 21,20 | 21,05 | 26,30 | 25,96 | 29,52 | 33,98 | 39,00 | 41,11 | 43,48 | 46,13 | 47,30 | 49,04 | 51,03 | 51,85 | 53,10 |

## Территориальное покрытие
По состоянию на 28 января 2011 года, потребительские и бизнес-банковские услуги оказывались в 25 штатах: Аризона, Арканзас, Калифорния, Колорадо, Айдахо, Иллинойс, Индиана, Айова, Канзас, Кентукки, Миннесота, Миссури, Монтана, Небраска, Невада, Нью-Мексико, Северная Дакота, Огайо, Орегон, Южная Дакота, Теннесси, Юта, Вашингтон, Висконсин и Вайоминг. Она также имеет представительства в Канаде и Европе.
- One US Bank Tower в центре
Сент-Луиса, Миссури
- US Bank tower в центре Денвера, Колорадо
- US Bank tower в Солт-Лейк-Сити, Юта
- US Bank Center в Милуоки, Висконсин